# Sala Thalia din Sibiu
Sala Thalia este un teatru și o sală de concert din Sibiu, România. Din 7 octombrie 2004, sala servește ca nou sediu al Filarmonicii de Stat din Sibiu.

## Istoria
Construirea Sălii Thalia a început în 1787 și s-a terminat în iunie 1788, devenind primul teatru din țară. Sala a fost construită de librarul Martin Hochmeister (1740–1789). Din cauza lipsei de spațiu în centrul orașului, Hochmeister a decis să o construiască în Turnul Gros, aflat în centura de apărare a orașului. 
Sala a fost avariată de două incendii. Primul a avut loc în 1826, iar avariile au fost reparate de primarul Martin von Hochmeister (1767-1837) pe cheltuială proprie. Cel de-al doilea incendiu a avut loc pe 13 februarie 1949 și a fost cauzat de o țigară aprinsă. Avariile cauzate de al doilea incendiu erau atât de mari, încât activitatea a trebuit să fie mutată la fostul cinema Apollo, unde se află acum Teatrul Național „Radu Stanca”.

## Aleea Celebrităților
Aleea Celebrităților, este gândită ca un tribut adus realizărilor în domeniul cultural și artistic din Sibiu sau în legătură cu acesta și a fost amenajată în Parcul Cetății din Sibiu, aflat în imediata apropiere a Sălii Thalia, primul teatru construit în România, și de-a lungul zidului de apărare al vechii cetăți a Sibiului.
Primii care au primit stele pe Sibiu - Walk of fame - au fost în 2013 regizorii Ariane Mnouchkine, Eugenio Barba, Silviu Purcărete, Declan Donnellan, criticul de teatru George Banu și Nakamura Kanzaburo XVII (post mortem), actor Kabuki.
În 2014, alte șapte stele au fost acordate: Martin Hochmeister (post mortem), Radu Stanca (post mortem), Peter Brook, Lev Dodin, Peter Stein, Krystian Lupa și Gigi Căciuleanu.
In 2015 au fost acordate 5 stele: actorul și regizorul de film Klaus Maria Brandauer, regizorul Eimuntas Nekrosius, dramaturgul și regizorul Joel Pommerat, regizorul, scenaristul și dramaturgul Neil LaBute și dramaturgul, regizorul și actorul Kazuyoshi Kushida.
In 2016 au fost acordate 7 stele: Alvis Hermanis, Christoph Marthaler, Evgeny Mironov, Luk Perceval, Thomas Ostermeier, Tim Robbins, Victor Rebengiuc;
In 2017 au fost acordate 6 stele: Marcel Iureș, Ohad Naharin, Philppe Genty, Rimas Tuminas, Robert Wilson, Vasile Șirli;
In 2018 au fost acordate 6 stele: Mikhail Baryshnikov, Isabelle Huppert, Peter Sellars, Hideki Noda, Ioan Holender și Wajdi Mouawad.
In 2019 au fost acordate 6 stele: Michael Thalheimer, Stain Lai, Sidi Larbi Cherkaoui, Pippo Delbono, Emmanuel Demarcy-Mota și Maia Morgenstern.
In 2020 au fost acordate 6 stele: coregrafa Sasha Walts, coregraful și dansatorul de flamenco Israel Galvan, actorul și cântărețul Denis O’Hare, regizorul Jan Lauwers, scenograful Helmut Sturmer și coregraful Akram Khan. 